# رانندگی

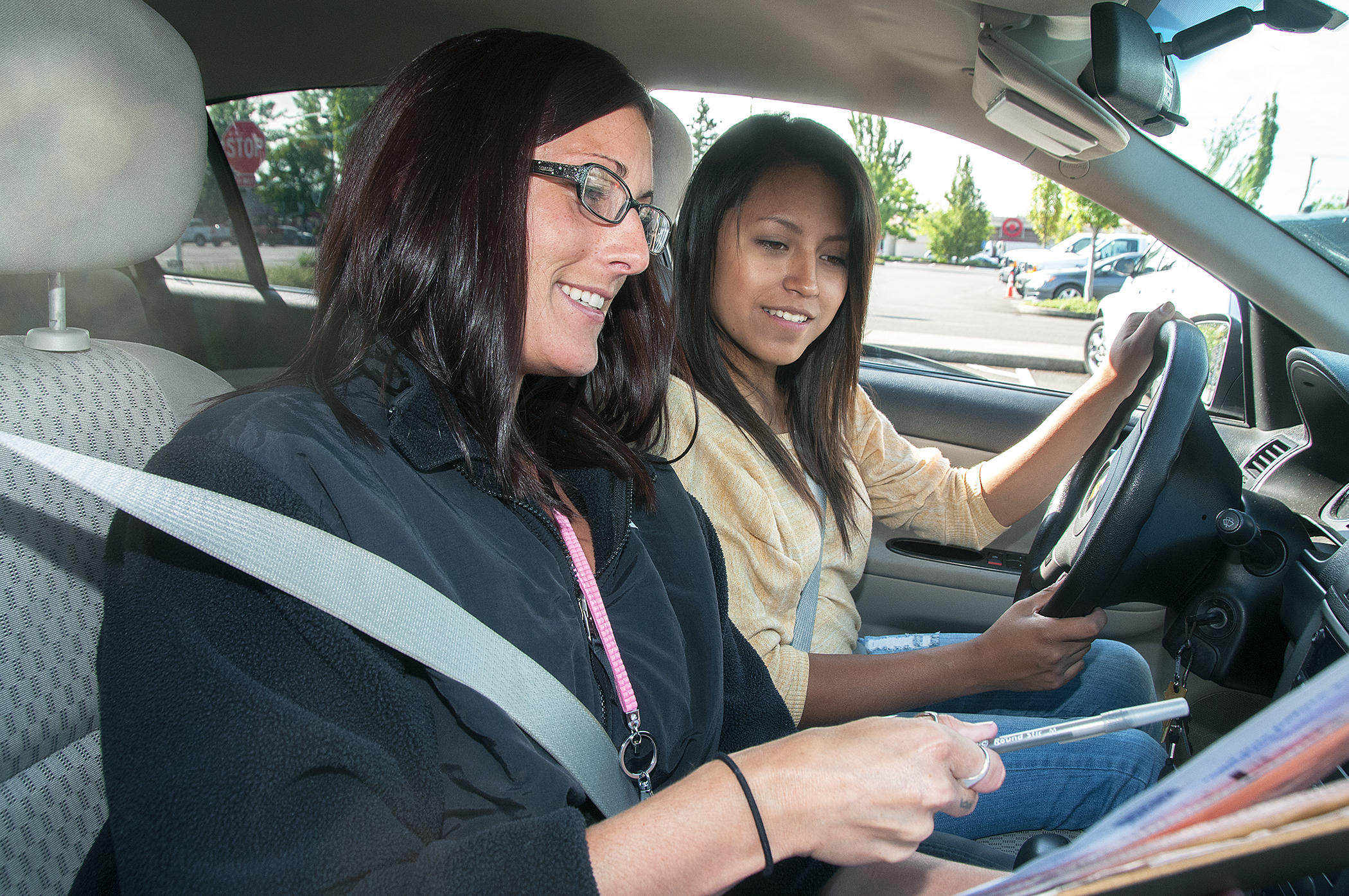
رانندگان نخست باید گواهی‌نامه خود را بگیرند و در آزمون آن قبول شوند.

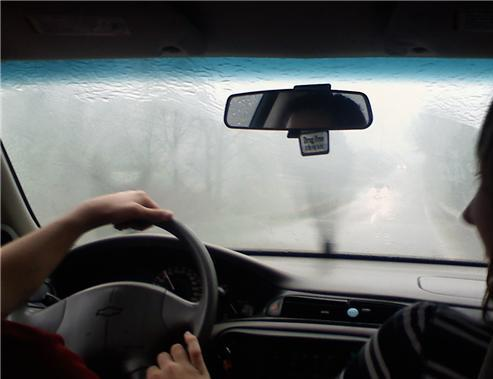
در هنگام بارندگی، رانندگان باید سرعت خودرو را کاهش داده و برای جلوگیری از پاشیدن آب جمع‌شده در خیابان برروی عابران، با احتیاط‌تر رانندگی کنند.

رانندگی یا راننده‌گی عبارت است از کنترل وسیله نقلیه زمینی مثل خودرو، کامیون و اتوبوس . رانندگی بیش از فقط کنترل وسیله نقلیه است و نیازمند دانستن و به‌کارگیری قوانین راهنمایی نیز می‌شود. در تمام دنیا رانندگان برای اخذ گواهینامه رانندگی باید آموزش رانندگی بگیرند و آزمون آن را با موفقیت بگذرانند. در بسیاری از کشورها حتی بعد از گذراندن آزمون، راننده در ابتدای رانندگی محدود به قوانین خاص می‌شوند. مثلاً درکانادا رانندگان تازه‌کار باید برای دو سال برچسب" N"به ماشین خود بزنند و برای یک سال بعد از برچسب "L" استفاده کنند.
در ایران نیز برای مدتی طرحی اجرا شد در آن رانندگانی که تازه گواهینامه می‌گیرند می‌بایست تا یک سال بیرون شهر رانندگی نکنند و اگر جریمه می‌شدند، گواهینامشان باطل می‌شد.

## راننده
یک راننده باید مهارت‌های فیزیکی و ذهنی لازم را داشته باشد تا بتواند جهت و شتاب خودرو را کنترل و شرایط اطراف را درک کند.

## مهم‌ترین نکات رانندگی
1. دور زدن یک فرمانه
2. دور زدن دو فرمانه
3. سنگ چین
4. پارک دوبل

### توضیح نکات

#### ۱- دور زدن یک فرمانه
الف- ابتدا برای دور زدن باید در منتهی الیه سمت راست خیابان توقف کنیم که این کار مانند ایستادن با زدن راهنمای سمت راست شروع می‌شود – گرفتن کلاچ – دنده را به دنده یک رساندن - کلاچ و ترمز گرفتن انجام می‌شود.
ب-برای دور زدن در خیابانهای عریض از دور زدن یک فرمانه استفاده می‌شود. به این نحو که ابتدا راهنمای سمت چپ را زده با نگاه کردن در آینه جلو و بغل وقتی وسیله نقلیه یا عابری نزدیک نیست می‌توانیم با رعایت احتیاط و حق تقدم دور بزنیم. – مقداری گاز می‌دهیم و گاز را ثابت نگه می‌داریم و آرام پا را از روی کلاچ مقداری بالا می‌آوریم.
وقتی ماشین مقدار کمی به جلو رفت پا را از روی گاز برمی‌داریم و فقط با همان مقدار کم کلاچ فرمان را به چپ می‌چرخانیم و دور می‌زنیم و بعد سر ماشین را صاف می‌کنیم و در سمت راست خیابان به حرکت خود ادامه می‌دهیم.
در خیابانهایی که دو باند رفت‌وآمد دارند در هنگام دور زدن اگر از مسیر مخالف ماشین می‌آید حتماً باید در وسط خط توقف کنیم و بعد با احتیاط دور بزنیم.

#### ۲- دور زدن دو فرمانه
برای دور زدن دو فرمانه نیز باید مانند دور زدن یک فرمانه یک سری از کارها را عیناً انجام دهیم و چون دور زدن دو فرمانه معمولاً در خیابانها و کوچه‌های باریک است مجبور هستیم که بعد از جلو رفتن دوباره به عقب برگردیم و دور بزنیم. الف- ابتدا برای دور زدن باید در سمت راست خیابان توقف کنیم که این کار مانند ایستادن با زدن راهنمای سمت راست شروع می‌شود – گرفتن کلاچ – دنده را به دنده یک رساندن - کلاچ و ترمز گرفتن انجام می‌شود.
ب-برای دور زدن در خیابانهاو کوچه‌های باریک از دور زدن دو فرمانه استفاده می‌شود. به این نحو که ابتدا راهنمای سمت چپ را زده با نگاه کردن در آینه جلو و بغل وقتی وسیله نقلیه یا عابری نزدیک نیست می‌توانیم با رعایت احتیاط و حق تقدم دور بزنیم. – مقداری گاز می‌دهیم و گاز را ثابت نگه می‌داریم و آرام پا را از روی کلاج مقداری بالا می‌آوریم.
وقتی ماشین مقدار کمی به جلو رفت پا را از روی گاز برمی‌داریم و فقط با همان مقدار کم کلاچ فرمان را سریع به چپ می‌چرخانیم نرسیده به انتهای خیابان یا کوچه سریع سه دور فرمان را به راست می‌چرخانیم تا چرخها ی عقب به سمت چپ تمایل پیدا کند وسریع کلاچ را تا آخر می‌گیریم و ترمز می‌کنیم. دنده را در حالت دنده عقب قرار می‌دهیم و مقداری عقب عقب می‌رویم نرسیده به انتهای خیابان یا کوچه یارسیدن تا نیمه خیابان سریع سه دور فرمان را به چپ می‌چرخانیم و کلاچ و ترمز را می‌گیریم و متوقف می‌شویم و بعد هم دنده را در حالت دنده یک قرار می‌دهیم و مانند شروع حرکت کلاچ را آرام ول می‌کنیم و فرمان را سریع می‌پیچیم و سریع فرمان را راست می‌کنیم تا کاملاً در سمت راست خیابان و در مسیر حرکت قرار گیریم؛ و دور می‌زنیم و بعد سر ماشین را صاف می‌کنیم و در سمت راست خیابان به حرکت خود ادامه می‌دهیم.

#### ۳- سنگ چین L(رفتن داخل کوچه با دنده عقب)
توقف در بالاتر از کوچه مورد نظر با زدن راهنمای راست و گذاشتن در دنده یک.
رد شدن از کوچه مورد نظر - گذاشتن دنده در حالت دنده عقب. باکمی بالا آوردن کلاج به عقب می‌رویم در صورت لزوم می‌توان گاز هم داد وقتی به تقاطع کوچه و خیابان رسیدیم از یک زاویه قائمه فرضی یا از تیر چراغ برق سر کوچه یا از درخت موجود یا خیالی تقاطع به عنوان نماد فرضی استفاده می‌شود و قتی به این نقطه فرضی رسیدیم سریع فرمان را تا آخربه سمت راست می‌پیچانیم کلاچ و ترمز را می‌گیریم تا از سرعت خود بکاهیم. بعد دوباره آرام کلاچ رامقداری بالا می‌آوریم یعنی پای خود را مقدار کمی از روی کلاچ برمی‌داریم و وماشین شروع به حرکت و داخل کوچه شدن می‌کند وقتی سر ماشین کاملاً راست شد بادو دور (۳۶۰ درجه) چرخش فرمان به سمت چپ (بیشتر یا کمتر نه) داخل کوچه می‌شویم و کلاچ و ترمز را می‌گیریم و ماشین را در حالتی که کاملاً صاف است آرام وارد کوچه می‌کنیم و مستقیم به داخل کوچه می‌رویم.

#### ۴- پارک دوبل
پارک دوبل در شهرهای بزرگ و نواحی شلوغ و پرترافیک انجام می‌شود. زمانی که مجبور به پارک کردن اتومبیل خود در پشت اتومبیل دیگر یا در بین دو اتومبیل هستیم، به پارک دوبل معروف است؛ که برای این کار ابتدا باید توقف کنیم یعنی چنانچه قبلاً نیز گفته شده‌است:
توقف با زدن راهنمای راست نزدیک اتومبیل پارک شده به اندازه ای که یک دست با اتومبیل از پهلو فاصله داشته باشیم یا به اندازه فاصله بین دو تا آینه این ماشین و آن ماشین. یک مقدار از ماشین پارک شده جلوتر می‌رویم اگر ماشین کوچک باشد جلوتر می‌رویم اگر ماشین بزرگ است مثل کامیون مقداری بعد از چرخ عقب آن توقف می‌کنیم؛ و با رعایت حق تقدم و احتیاط شروع به پارک دوبل می‌کنیم.

##### مرحله اول
به پشت سر و بغل سمت چپ نگاه می‌کنیم اگر وسیله نقلیه یا عابر پیاده ای نبود،
کلاچ و ترمز را می‌گیریم دنده را در حالت دنده عقب قرار می‌دهیم. باماشین‌هایی مثل پراید می‌توان بدون گاز دادن به عقب رفت، پا را از روی ترمز برمی‌داریم و آرام پا را از روی کلاج مقداری خیلی کم بالا می‌آوریم یعنی مقداری کلاچ را رها می‌کنیم تا ماشین شروع به حرکت به سمت عقب نماید وقتی که چراغ ترمز ماشین پارک شده را در شیشه مثلثی در عقب پشت اتومبیل خود (شیشه دوم پشت سر مسافر جلو) دیدیم سریع فرمان را تا انتها به سمت راست باید بچرخانیم تا جایی که وقتی که آینه بغل سمت راست ماشین ما به نقطه ای رسید که با چراغ ترمز ماشین پارک شده در یک راستا و امتداد قرار گرفت باید فرمان اتومبیل ما تا آخر به سمت راست پیچانده شده باشد (باید دقت کنیم که در این مرحله عقب ماشین به طرف جدول و پشت ماشین پارک شده می‌رود اما سر ماشین به طرف خیابان کشیده می‌شود و باید مراقب ماشینهای عبوری باشیم) بعد کلاج و ترمز گرفته می‌شود؛ ولی فرمان تا آخر هست به همان صورت باید فرمان را که تا آخر به سمت راست برده‌ایم در دست نگه داریم.

##### مرحله دوم
با نگاه کردن به سمت چپ خود و پشت ماشین بابرگرداندن سر خود به سمت چپ، اگر ماشینی نمی‌آمد:
آرام کلاچ را رها می‌کنیم و فرمان را تا آخر به سمت چپ و با سرعت می‌پیچیم در این موقع باید نصف ماشین ما به پشت ماشین پارک شده رسیده باشد (یعنی فضای بین دو برف پاک کن). کلاچ و ترمز رامی گیریم. سپس پا ر از روی ترمز برداشته و آرام کلاچ را رها می‌کنیم و فرمان را محکم نگه می‌داریم و به عقب می‌رویم وقتی سر ماشین صاف شد (نباید زمین بین دو ماشین دیده شود) کلاچ و ترمز را می‌گیریم و بعد با رها کردن ترمز و کلاچ مقداری به عقب می‌رویم و سپس کلاچ و ترمز را می‌گیریم و ماشین راپارک می‌کنیم. در این مرحله ماشین باید طوری پارک شود که با جدول حدود ۴۰ سانتی‌متر فاصله داشته باشد. ماشین را خاموش کرده و در حالت دنده یک قرار می‌دهیم.
(البته در جاهایی که از سمت راست می‌خواهیم دوبله پارک کنیم. اگر در سمت چپ بخواهیم دوبله پارک کنیم باید بر عکس عمل کنیم. فرمان را در جهت عکس بالا بپیچانیم. با توجه به این که در دنده عقب وقتی فرمان را به راست می‌بریم سر ماشین به سمت چپ و عقب ماشین به سمت راست یعنی بر عکس می‌رود)
بیرون آمدن از پارک:
مرحله اول: زدن راهنمای سمت چپ و نگاه در اینه‌ها و گذاشتن در دنده یک با رعایت حق تقدم واحتیاط اگر ماشینی نمی‌آمد فرمان را در همان حالت نگه می‌داریم و سر ماشین راصاف می‌کنیم و کلاچ و ترمز را می‌گیریم.
مرحله دوم:
اگر ماشینی نمی‌آمد ترمز و کلاچ را آرام رها کرده و سر ماشین را سریع به سمت راست جاده صاف می‌کنیم تا وارد وسط خیابان نشود؛ و به حرکت خود ادامه می‌دهیم.
عبور از سرعت گیرها: بهتر است در تمامی سرعت گیرها سرعت را کاهش داده و وقتی دو چرخ جلو از سرعت گیر گذشتند دنده را یک کرده و به حرکت ادامه دهیم؛ که این کار حتماً در مورد سرعت گیرهای بزرگ و سنگی لازم است. اما گاهی بعضی برای عبور از سرعت گیرهای کوتاه و معمولی با برداشتن پا از روی گاز و نیش ترمز عبور می‌کنند.